# Ashraf Kasem
Pour les articles homonymes, voir Kasem.
Ashraf Kasem Raman (arabe : أشرف قاسم), né le 26 juillet 1966 en Égypte, est un footballeur professionnel égyptien qui évoluait au poste de défenseur.

## Biographie
Il a joué toute sa carrière pour le club égyptien de Zamalek entre 1984 et 1997. Il est prêté au club saoudien d'Al Hilal Riyad pendant une année durant la saison 1993/94.
Il a participé à la coupe du monde 1990 en Italie avec l'Égypte, sélectionné par l'entraîneur Mahmoud Al-Gohary. Il a également participé à la CAN 1994.

## Palmarès

### Joueur
- Égypte
  - 1 Coupe d'Afrique des nations (1986) (il marque le penalty décisif en finale contre le Cameroun)
  - 1 Médaille d'or aux jeux africains (1987)

- Zamalek
  - 4 Championnats d'Égypte (83/84-87/88-91/92-92/93)
  - 1 Coupe d'Égypte (87/88)
  - 3 Ligues des champions de la CAF (84-86-93)
  - 1 Supercoupe d'Afrique (1994)
  - 1 Coupe Afro-Asiatique (1988)

- 2 fois élu joueur égyptien de l'année en 1992 et 1993
- 1 fois élu joueur arabe de l'année en 1994

### Manager
- Zamalek
  - 1 Championnat d'Égypte (2003/2004)
  - 1 Coupe des pays arabes (2003)
  - 1 Coupe d'Afrique des vainqueurs de coupes

## Parcours d'entraineur
- 2006-fév. 2007 :  Al Olympi
- 2008-2009 :  Club Al Shams
- 2009-jan. 2010 :  Tanta FC
- fév. 2010-2010 :  Al Mansourah SC
- jan. 2012-2012 :  Telefonat Bani Sweif
- 2013-sep. 2013 :  Sur Club
- jan. 2014-2014 :  Ghazl El Mahallah
- 2014-2015 :  Al Watani Tabook
- déc. 2016-avr. 2017 :  El Dakhleya FC
- jan. 2019-fév. 2019 :  Al Hussein Irbid
- nov. 2019-déc. 2019 :  Al Nasr Sports, Cultural and Social Club